# Palo (Spagna)
Palo è un comune spagnolo di 27 abitanti situato nella comunità autonoma dell'Aragona.

Fa parte della comarca del Sobrarbe.

## Monumenti e luoghi d'interesse
- Chiesa parrocchiale dedicata a San Martino, del XIV secolo
- Chiesa di Santa Calmosa, di stile romanico
- Eremo di San Clemente, di stile romanico (XI secolo)
- Santuario di Bruis (XIV secolo)

## Società

### Evoluzione demografica
Abitanti censiti